# کاترین راولز
کاترین راولز (به انگلیسی: Katherine Rawls) (زادهٔ ۱۴ ژوئن ۱۹۱۷) شناگر اهل ایالات متحده آمریکا است.